# 谋杀式自杀
谋杀式自杀是指一个人在自杀前（或在自杀时）杀死（謀殺）一个或多个人的行为。人們可以采取多種形式结合謀殺和自杀。许多连环杀人案都以兇手自杀而告终，如许多校園槍擊案。一些以宗教为动机的自杀案件也可能涉及谋杀。